# Dispersió de portadors
Els tipus de defectes inclouen les vacants d'àtoms, els adàtoms, els passos i els torçaments que es produeixen amb més freqüència a les superfícies a causa de la mida finita del material que causa discontinuïtat del cristall. El que tenen en comú tots els tipus de defectes, ja siguin de superfície o a granel, és que produeixen enllaços penjants que tenen nivells d'energia d'electrons específics diferents dels de la massa. Aquesta diferència es produeix perquè aquests estats no es poden descriure amb ones de Bloch periòdiques a causa del canvi en l'energia potencial dels electrons causat pels nuclis d'ions que falten just fora de la superfície. Per tant, es tracta d'estats localitzats que requereixen solucions separades de l'equació de Schrödinger perquè les energies d'electrons es puguin descriure correctament. El trencament de la periodicitat provoca una disminució de la conductivitat a causa de la dispersió de defectes.

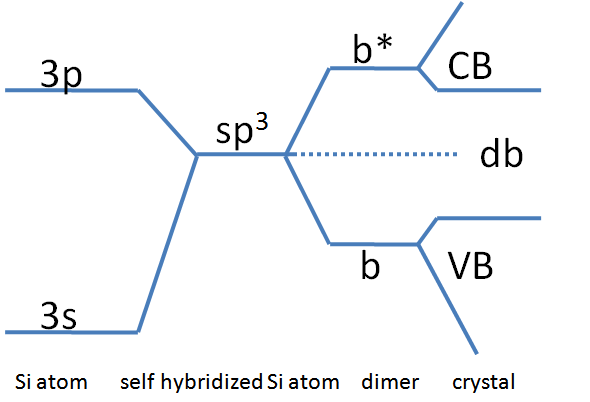
Figura 1: Diagrama d'energia de Harrison de les energies d'electrons en diferents etapes de formació d'un cristall de Si. L'eix vertical és energia. Els orbitals 3s i 3p s'hibriditzen en un sol àtom de Si, que és energèticament desfavorable perquè els electrons 2 3s guanyen més energia que la que perden els electrons 2 3p. La formació de dímers favorables forma estats d'enllaç (b) i anti-enllaç (b*), que finalment resulta en una pèrdua d'energia neta i la posterior addició d'àtoms crea la conducció de formació de cristalls (CB) i les bandes de valència (VB). Els estats d'enllaç penjant (db) són equivalents a un enllaç sp^{3} que falta.

## Nivells d'energia electrònica dels enllaços penjants dels semiconductors
Una manera més senzilla i qualitativa de determinar els nivells d'energia d'enllaç penjant és amb els diagrames de Harrison. Els metalls tenen enllaços no direccionals i una petita longitud de Debye que, a causa de la seva naturalesa carregada, fa que els enllaços penjants siguin insignificants si fins i tot es poden considerar que existeixen. Els semiconductors són dielèctrics, de manera que els electrons poden sentir-se i quedar atrapats en estats d'energia defectuosos. Els nivells d'energia d'aquests estats estan determinats pels àtoms que formen el sòlid. La figura 1 mostra el diagrama de Harisson per al semiconductor elemental Si. D'esquerra a dreta, la hibridació orbital s i orbital p afavoreix l'enllaç sp3 que, quan es combinen múltiples dímers sp3 Si-Si per formar un sòlid, defineix les bandes de conducció i valència. Si hi hagués un lloc vacant, com els de cada àtom a la interfície sòlid/buit, es produiria almenys un enllaç sp3 trencat que té una energia igual a la dels àtoms de Si autohibriditzats individuals, tal com es mostra a la figura 1. Aquesta energia correspon aproximadament a la meitat de la banda buida de Si, ~ 0,55 eV per sobre de la banda de valència. Sens dubte, aquest és el cas més ideal, mentre que la situació seria diferent si es produís la passivació de l'enllaç (vegeu més avall) i la reconstrucció de la superfície, per exemple. Experimentalment, les energies d'aquests estats es poden determinar mitjançant l'espectroscòpia d'absorció o l'espectroscòpia de fotoelectrons de raigs X, per exemple, si la sensibilitat de l'instrument i/o la densitat de defectes són prou altes.

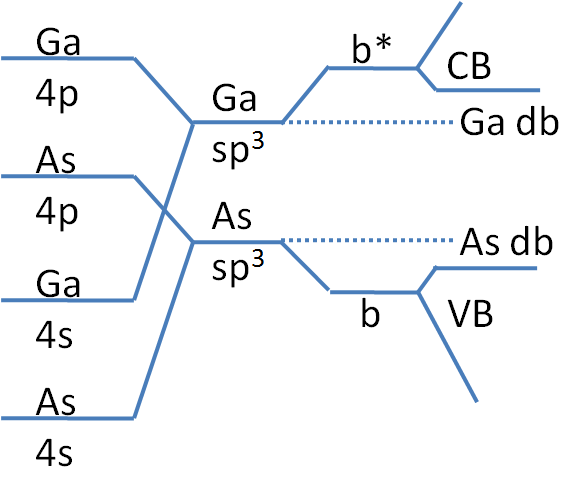
Figura 2: Diagrama d'energia electrònica de Harrison per a GaAs semiconductors composts III-IV. Igual que per al Si, el cristall es construeix amb l'addició de dímers de GaAs hibridats. A mesura que les vacants fan que Ga pengin enllaços que formen estats propers al CB. Les vacants de Ga produeixen com enllaços penjants amb energies properes al VB. El VB està format principalment per estats "As-like" ja que la ionitat col·loca electrons en àtoms As i, com a conseqüència, els estats CB són "Ga".

Els semiconductors compostos, com el GaAs, tenen estats d'enllaç penjants que estan més a prop de les vores de la banda (vegeu la figura 2). A mesura que l'enllaç es fa cada cop més iònic, aquests estats fins i tot poden actuar com a dopants. Aquesta és la causa de la coneguda dificultat del dopatge de tipus GaN p, on les N vacants són abundants a causa de la seva alta pressió de vapor. resultant en una alta densitat d'enllaç penjant Ga. Aquests estats estan a prop de la vora de la banda de conducció i, per tant, actuen com a donants. Quan s'introdueixen dopants acceptors de tipus p, són immediatament compensats per les N vacants. Amb aquests estats poc profunds, el seu tractament es considera sovint com un anàleg a l'àtom d'hidrogen de la manera següent per al cas de vacants d'anions o cations (massa efectiva del forat, m*, per a catió i electró m* per a vacants d'anions). L'energia d'enllaç, Ec -Edb, és
{\displaystyle E_{c}-E_{db}=U+KE={\frac {1}{2}}U\;\;(1)}
on U=-q2 /(4πεεr r) és el potencial electroestàtic entre un electró que ocupa l'enllaç penjant i el seu nucli iònic amb ε, la constant de permitivitat de l'espai lliure, εr, la permitivitat relativa i r el nucli d'ions d'electrons separació. La simplificació que l'energia de translació d'electrons, KE=-U/2, es deu al teorema virial dels potencials centrosimètrics. Tal com descriu el model de Bohr, r està subjecte a quantificació
{\displaystyle n\lambda =2\pi r\;\;(2)}
El moment de l'electró és p=mv=h/λ tal que
{\displaystyle KE={\frac {p^{2}}{2m^{*}}}={\frac {h^{2}n^{2}}{8m^{*}\pi ^{2}r^{2}}}=-{\frac {U}{2}}={\frac {q^{2}}{8\pi \varepsilon \varepsilon _{r}r}}\;\;(3)}
resultant en
{\displaystyle r={\frac {4\pi \hbar ^{2}n^{2}\varepsilon \varepsilon _{r}}{q^{2}m^{*}}}\;\;(4)}
i
{\displaystyle E_{c}-E_{db}={\frac {U}{2}}={\frac {m^{*}q^{4}}{8h^{2}(\varepsilon \varepsilon _{r})^{2}}}\;\;(5)}.
Aquest tractament perd precisió ja que els defectes tendeixen a allunyar-se de qualsevol de les vores de la banda.

## Dispersió de defectes
Els nivells d'energia d'enllaç penjant són valors propis de les funcions d'ona que descriuen els electrons al voltant dels defectes. En la consideració típica de la dispersió de la portadora, això correspon a l'estat final de la regla d'or de la freqüència de dispersió de Fermi :
{\displaystyle S_{k'k}={\frac {2\pi }{\hbar }}|<f|H'|i>|^{2}\delta (E_{f}-E_{i})\;\;(6)}
amb H' el paràmetre d'interacció i la funció delta de Dirac, δ(Ef -Ei), que indica una dispersió elàstica. La relació simple 1/τ= Σ k',k S k'k fa que aquesta sigui una equació útil per caracteritzar les propietats de transport de material quan s'utilitza conjuntament amb σ = ne2 τ /m* i la regla de Matthiessen per incorporar altres processos de dispersió.

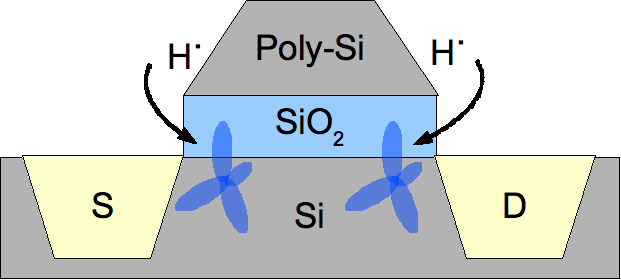
Figura 4: Passivació d'hidrogen d'un transistor d'efecte de camp Si metall-òxid-semiconductor (MOSFET) per a la reducció dels estats d'interfície Si/SiO_{2}. L'hidrogen s'enllaça a Si satisfent totalment la hibridació sp^{3} proporcionant l'ocupació de l'estat defectuós impedint la dispersió del portador en aquests estats.

## Passivació
Els defectes superficials sempre es poden "passivar" amb àtoms per ocupar intencionadament els nivells d'energia corresponents de manera que els electrons de conducció no es puguin dispersar en aquests estats (disminuint efectivament n a l'equació (10)). Per exemple, la passivació de Si a la interfície canal/òxid d'un MOSFET amb hidrogen (figura 4) és un procediment típic per ajudar a reduir la densitat de defectes ~ 1010 cm-2 fins a un factor de 12 millorant així la mobilitat i, per tant, velocitats de commutació. L'eliminació d'estats intermediaris que d'altra manera reduirien les barreres de túnel també disminueix el corrent de fuga de la porta i augmenta la capacitat de la porta, així com la resposta transitòria. L'efecte és que l'enllaç Si sp 3 queda totalment satisfet. El requisit obvi aquí és la capacitat del semiconductor d'oxidar l'àtom passivant o, Ec -Edb + χ > EI, amb l'afinitat electrònica del semiconductor χ i l'energia d'ionització de l'àtom EI.

## Dispersió de fonons
Considerem ara la dispersió de portadors amb deformacions de gelosia anomenades fonons. Considereu el desplaçament volumètric que produeix una ona de propagació, {\displaystyle \Delta V_{0}}, que en conseqüència resulta en una tensió dependent del temps, {\displaystyle \Delta V_{0}/V_{0}=\bigtriangledown u(r,t)} on s'utilitza una ona plana simple per descriure la propagació del fonó, {\displaystyle u(r,t)\propto exp\pm (iqr-i\omega t)}. El desplaçament dels àtoms lluny de les seves posicions d'equilibri generalment provoca un canvi en l'estructura de la banda electrònica (Figura 5) on, per a la dispersió, ens preocupem dels electrons de la banda de conducció amb energia ~ECB ,
{\displaystyle \Delta E_{CB}={\frac {\mathrm {d} E_{CB}}{\mathrm {d} V_{0}}}\Delta V_{0}=V_{0}{\frac {\mathrm {d} E_{CB}}{\mathrm {d} V_{0}}}{\frac {\Delta V_{0}}{V_{0}}}=Z_{DP}\cdot \bigtriangledown u(r,t)\;\;(12)}
El paràmetre empíric, ZDP, s'anomena potencial de deformació i descriu la força d'acoblament electró-fonó. La multiplicació per la població de fonons (distribució de Bose–Einstein, Nq) dóna el potencial de deformació total,
{\displaystyle \Delta E_{CB}^{Tot}={\widehat {H}}_{int}=Z_{DP}\cdot \bigtriangledown u(r,t){\sqrt {N_{q}+{\frac {1}{2}}\pm {\frac {1}{2}}}}=\pm iqZ_{DP}u(r,t){\sqrt {N_{q}+{\frac {1}{2}}\pm {\frac {1}{2}}}}\;\;(13)}